# ARA Shenú
El ARA Shenú es un buque de investigación científica argentino perteneciente a la flota de la iniciativa Pampa Azul. Fue botado en 2021 para su uso en el canal Beagle, bajo la órbita del CADIC. Su tripulación está a cargo del Área Naval Austral de la Armada Argentina y consta de un timonel (oficial), contramaestre, maquinista y electricista (suboficiales).